# Metasia perirrorata
Metasia perirrorata là một loài bướm đêm trong họ Crambidae.